# Чехашвили, Гурген Якобович
Гурген Якобович Чехашвили (род. 1925 год) — затяжчик обуви Тбилисской обувной фабрики «Исани» Министерства лёгкой промышленности Грузинской ССР. Герой Социалистического Труда (1971). 
В 1970 году досрочно выполнил личные социалистические обязательства и производственные задания Восьмой пятилетки по производству обуви. Указом Президиума Верховного Совета СССР от 5 апреля 1971 года «за выдающиеся успехи в досрочном выполнении заданий пятилетнего плана и большой творческий вклад в развитие производства тканей, трикотажа, обуви, швейных изделий и другой продукции легкой промышленности» удостоена звания Героя Социалистического Труда с вручением ордена Ленина и золотой медали «Серп и Молот».